# تاتسوكي فوجيموتو
تاتسوكي فوجيموتو (باليابانية: 藤本 タツキ) هو مانغاكا ياباني ولد في 10 أكتوبر 1992 أو 1993.

## الأعمال

### سلسلة مانغا
- لكمة النار (ファイアパンチ, Fire Punch) (2016-2018) — نشرت في شونن جمب+ واصدرت من شوئيشا في 8 مجلدات

رجل المنشار (チェンソーマン, Chainsaw Man) (حاليا-2018) — نشرت في شونن جمب الاسبوعية (2020-2018) وشونن جمب+ (حاليا-2022) واصدرت من شوئيشا في 18 مجلد

### ون شوت
- نظرة إلى الوراء (ルックバック, Look Back) (2021) — نشرت في شونن جمب+ وجمعت في مجلد واحد
- وداعا, إيري (さよなら絵梨, Goodbye, Eri) (2022) — نشرت في شونن جمب+ وجمعت في مجلد واحد

## روابط خارجية
- تاتسوكي فوجيموتو  في شبكة أخبار الأنمي